# Лоренцо Каркатера
Лоренцо Каркатера (на английски: Lorenzo Carcaterra) е американски журналист, сценарист и писател на бестселъри в жанра трилър и криминален роман.

## Биография и творчество
Лоренцо Каркатера е роден на 16 октомври 1954 г. в Ню Йорк, САЩ, в квартала на Манхатън наречен „Кухнята на Ада“, в семейството на Марио, месар, и Рафаела, домакиня, Каркатера. През 1976 г. завършва с бакалавърска степен Университет „Сейнт Джон“.
В периода 1976-1982 г. работи като репортер и редактор във вестник „Ню Йорк Дейли Нюз“. През 1983 г. се премества като старши писател в „TV-Cable Week“, но след девет месеца компанията фалира. Става писател на свободна практика и работи в следващите години за различни списания. През 1986 г. се насочва към телевизията и започва работа като творчески консултант е на сериала „Cop Talk: Behind the Shield“. После работи като редактор в Си Би Ес за сериала „Top Cops“ в периода 1990-1994 г.
Първата му книга „A Safe Place“ (Безопасно място: Истинската история на един баща, син, убийство) е автобиографична и е публикувана през 1993 г. Тя е добре приета от критиката и има много издания. За нея е удостоен с наградата „Леоне Ди Сан Марко“ на Комитета за италианско наследство и култура.
Става известен с книгата си „Слипърс“ от 1995 г., която става бестселър №1. в класацията на „Ню Йорк Таймс“. През 1996 г. тя е екранизирана в успешния едноименен филм с участието на Робърт Де Ниро, Дъстин Хофман, Кевин Бейкън, Брад Пит, Мини Драйвър и Джейсън Патрик.
Първият му роман „Апачи“ е публикуван през 1997 г. Той и следващите му романи – „Гангстер“ и „Гангстерски рай“ са издадени в големи тиражи и преведени над 20 езика. Произведенията му неизменно попадат в списъците на бестселърите.
Той сътрудничи на списанията „The National Geographic Traveler“ и „Maxim“, и е колумнист за публикации в „True/Slant.com“.
На 16 май 1981 г. се жени за Сюзън Дж. Топфер. Имат син – Никълъс и дъщеря – Кейт. Съпругата му умира от рак на белите дробове на 24 декември 2013 г.
Лоренцо Каркатера живее със семейството си в Ню Йорк.

## Произведения

### Самостоятелни романи
- Shadows (1999)
- Gangster (2001)
Гангстер, изд.: ИК „Плеяда“, София (2001), прев. Петър Нинов
- Street Boys (2002)
- Paradise City (2004)
Гангстерски рай, изд.: ИК „Плеяда“, София (2007), прев. Светлана Павлова
- Midnight Angels (2010)
Ангели в полунощ, изд.: ИК „Плеяда“, София (2016), прев. Весела Ангелова
- The Wolf (2014)
Вълка, изд.: ИК „Плеяда“, София (2015), прев. Петър Нинов

### Серия „Апачи“ (Apaches)
1. Apaches (1997)
Апачи, изд.: ИК „Плеяда“, София (2000), прев. Марин Загорчев
2. Chasers (2007)
Мръсна игра, изд.: ИК „Плеяда“, София (2009), прев. Светлана Павлова

### Новели
- The Vulture's Game (2014)
- Tin Badges (2016)

### Документалистика
- A Safe Place: The True Story of a Father, a Son, a Murder (1993)
- Sleepers (1995)

### Екранизации
- 1994 Under Suspicion – ТВ сериал
- 1996 Слипърс, Sleepers
- 1998 Dellaventura – ТВ сериал, 1 епизод
- 2003 – 2004 Закон и ред, Law & Order – ТВ сериал, 5 епизода
- 2008 Alone in the Dark – сценарий за видеоиграта